# Betty
Betty – angielskie imię. Jest to zdrobnienie od imienia Elizabeth (Elżbieta).

## Znane osoby (i nie tylko osoby) o tymimieniu
- Betty Applewhite – postać fikcyjna, główna bohaterka serialu Gotowe na wszystko. Gra ją Alfre Woodard.
- Betty Blowtorch – amerykański zespół kobiecy z Kalifornii, grający hardcore punk i hard rock.
- Betty Carter – amerykańska piosenkarka jazzowa.
- Betty Compson – amerykańska aktorka, nominowana do Oscara za rolę w filmie The Barker.
- Elizabeth (Betty) Anne Warren Bloomer Ford – w latach 1974–1977 pierwsza dama USA, żona 38 prezydenta USA Geralda Forda.
- Betty Friedan – feministka, działaczka społeczna i pisarka amerykańska.
- Betty Heidler – niemiecka lekkoatletka, specjalistka rzutu młotem, mistrzyni świata z Osaki.
- Betty Hutton – amerykańska aktorka i piosenkarka.
- Betty Mahmoody – amerykańska pisarka.
- Betty Miller – amerykańska aktorka.
- Betty Nuthall – tenisistka brytyjska, zwyciężczyni dziewięciu turniejów wielkoszlemowych w grze pojedynczej, podwójnej i mieszanej, w tym mistrzostw USA w singlu.
- Betty Stöve – tenisistka holenderska, zwyciężczyni dziesięciu turniejów wielkoszlemowych w grze podwójnej i mieszanej.
- Betty Trask Award – nagroda literacka dla autorów poniżej 35 lat będących obywatelami Wspólnoty Narodów.
- Betty White – amerykańska aktorka.
- Elisabeth (Betty) Williams, z domu Smyth – działaczka na rzecz pokoju w Irlandii Północnej.
- Betty X (właściwie Zoe Kaylor)– amerykańska wykonawczyni industrial metal.